# Drink Plenty Water
Drink Plenty Water ist ein Jazzalbum von Clifford Jordan. Die  im August 1974 für das Label Strata-East Records entstandenen Aufnahmen blieben zunächst unveröffentlicht und erschienen erst 2023 auf Harvest Song Records.

## Hintergrund

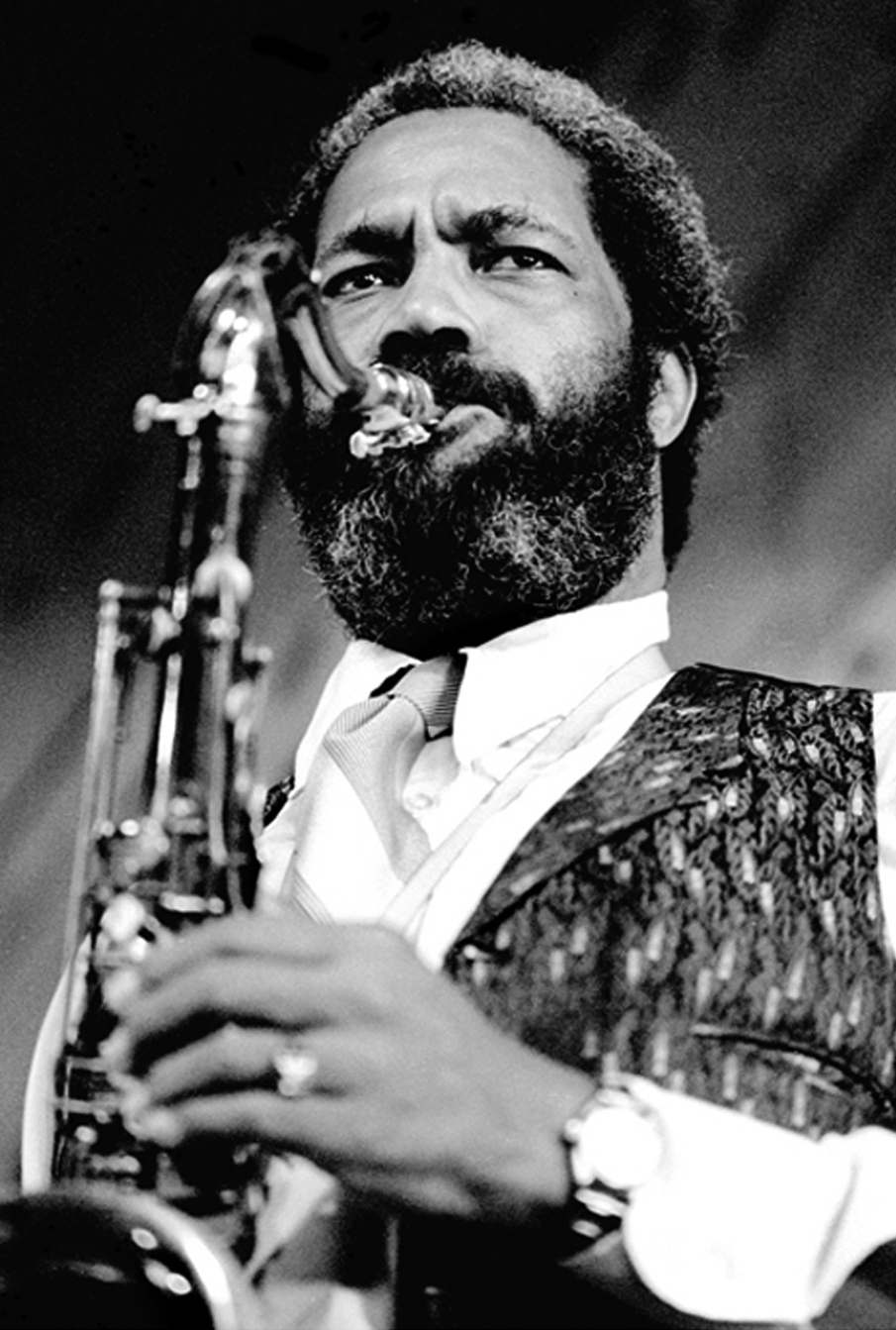
Clifford Jordan (1980)

Im August 1974 betrat Clifford Jordan das Studio für sein drittes Album beim Label Strata-East Records, das die Fortsetzung seines gefeierten Doppelalbums Glass Bead Games (1973) sein sollte. Leider löste sich das Label 1975 auf und die Aufnahmen verschwanden in den Archiven, bis sie 49 Jahre später unter dem Titel Drink Plenty Water schließlich veröffentlicht wurden. Das Ensemble um Jordan besteht aus einem All-Star-Kader mit Bill Hardman, Dick Griffin und Charlie Rouse (ein seltener Auftritt an der Bassklarinette) an der Spitze sowie einer Rhythmusgruppe aus Stanley Cowell, Sam Jones und Billy Higgins. Die Arrangements schrieb der Bassist Bill Lee.
Die frühen 1970er Jahre waren eine Ära, die große Veränderungen in der Jazz- und afroamerikanischen Musikszene mit sich brachte, notierte Dave Linn. Es gab Jazz-Funk mit seinen Vertretern wie Donald Byrd, The Crusaders und Roy Ayers. Es kam auch zum Aufstieg der Black-Consciousness-Bewegung, die einen erheblichen Einfluss auf die Musik hatte. Künstler begannen, sozial bewusste und politisch aufgeladene Texte in ihre Musik zu integrieren und sich mit Themen wie Rassismus, Bürgerrechten und Selbstbestimmung zu befassen. Strata-East Records, ein innovatives Label im Besitz der Musiker Stanley Cowell und Charles Tolliver, das 1971 gegründet wurde, stand nach Ansicht von Lynn an der Spitze dieser „musikalischen Revolution“.
Jordan leistete einen wichtigen Beitrag in der Bop- und Post-Bop-Szene und beschloss nach der Veröffentlichung seines berühmtesten Albums, eine völlig andere Richtung einzuschlagen. Er hatte alle Einflüsse um sich herum absorbiert und ein Album aufgenommen, das fast ausschließlich aus gesangsorientierter Musik bestand. In den Liner Notes beschreibt der Schweizer Pianist Franz Biffiger dieses Album als das pure Gegenteil seines Doppelalbums Glass Bead Games und hält letzteres für das „höchste Niveau“ des Clifford Jordan Quartetts und Drink Plenty Water für ein gesellschaftliches und musikalisches Ereignis in der Tradition einer Black Folk Music.
Vier der ersten fünf Stücke sind kurze R&B/Jazz-Stücke mit Jordans Tochter Donna Jordan Harris als Vokalistin, die damals 16 Jahre alt war. Ihr Gesang wird begleitet von einem Chor dreier Hintergrundsänger. Drei der Stücke sind Gesangsversionen zuvor aufgenommener Jordan-Instrumentalstücke. In „Witch Doctor's Chant (Ee-Bah-Lickey-Doo)“ singt Jordans Tochter:
When you got something that is on your mind,
you say these words and it will make you feel real fine.
[Scat] Ee-bah-lickey, ee-bah-lickey, ee-bah-lickey, ee-bah-lickey-doo.
Die anderen Titel machen dieses Album nach der Einschätzung von Linn zu einer Kuriosität. In diesen Liedern, „Drink Plenty Water and Walk Slow“ und „Talking Blues“, spricht und singt der Schauspieler David Smyrl (Emmy-Gewinner für die Rolle des Mr. Handford, der den Hooper’s Store in der Sesamstraße leitete) seine Gedichte/Texte zur Musik. Beide Lieder beschreiben die Geißel des Drogenkonsums und den damit verbundenen Lebensstil. In dem Titel „Drink Plenty Water and Walk Slow“, zum Arrangement mit dem Cello von Bernard Fennell und dem Bass von Sam Jones, ist Smyrl in der Rolle eines Weisen im Gefängnis, der während seiner lebenslänglichen Haft schon vieles erlebt hat, einen neuen Zellengenossen abschätzt und aufklärt. Von „Talking Blues“ gibt es zusätzlich auch die Abmischung ohne Gesang.

## Titelliste
- Clifford Jordan: Drink Plenty Water (Harvest Song Records)[3]

1. The Highest Mountain 3:55
2. Witch Doctor's Chant (Ee-Bah-Lickey-Doo) 3:08
3. Drink Plenty Water and Walk Slow (Clifford Jordan, David Smyrl) 3:08
4. I've Got a Feeling For You 3:14
5. My Papa's Coming Home 3:09
6. Talking Blues (Clifford Jordan, David Smyrl) 9:33
7. Talking Blues (Instrumental) 9:34

Wenn nicht anders vermerkt, stammen die Kompositionen von Clifford Jordan.

## Rezeption
Nach Ansicht von Dave Linn, der das Album in All About Jazz mit dreieinhalb Sternen auszeichnete, ist diese Aufnahme in ihrer Gesamtheit eine würdige Ergänzung sowohl des Jordan- als auch des Strata-East-Vermächtnisses. Es sei eine Zeitkapsel jener kollaborativen Ära, in der der Jazz seine Grenzen erweiterte. Es zeige eine andere Seite Clifford Jordans und erinnere gleichzeitig an eine Zeit, als ein kleines Label im Besitz von Musikern es wagte, anders zu sein.
Michael Ullman schrieb in The Arts Fuse, man könne sich nur wundern, warum diese Session so lange zurückgehalten wurde. Es könnten die bitter klingenden Texte sein oder die Tatsache, dass in einer Jazz-Session Gesang dargeboten wird. Doch der Gesang würde sich nahtlos in die markanten Kompositionen einfügen und die Texte voller witziger Reime die Sichtweise älterer und deutlich weiserer Menschen widerspiegeln. Und sie swingen, so der Autor. In „Drink Plenty Water“ gebe es schöne Soli und Gruppenimprovisationen. Donna Jordan Harris sagte, dass diese Session und die Proben davor es ihr ermöglicht hätten, Teil der Welt ihres Vaters zu werden. Es sei eine Welt, die es wert ist, erkundet zu werden.
Nach Ansicht von Kevin Whitehead (National Public Radio) ist Jordans Gesangsalbum ein auffälliges Unikat. Seine Teenager-Tochter Donna, die Schwester seiner Frau, Denise Williams, und ihre Freundin Kathy O'Boyle hätten seinen Liedern den nötigen Glaubwürdigkeitsgrad gegeben. Möglicherweise seien die Aufnahmen unveröffentlicht geblieben, weil Jordan und Co. in diesem Jahr eine kommerziell erfolglose Strata-East-LP (A Fresh Viewpoint) im gleichen Stil herausgebracht hätten, angeführt von der Sängerin Muriel Winston, die hier auch auftrat. Dennoch seien Jordans Melodien besser, sogar das absolut einfache Rondo „My Papa’s Coming Home“. Jordan habe zuvor Instrumentalversionen einiger dieser Stücke und Arrangements aufgenommen, um ein breiteres Publikum anzulocken. Aber „Drink Plenty Water“ klinge wie für seine afroamerikanische Kernwählerschaft konzipiert.
Dieses Gedränge aus Worten und Musik in den beiden Stücken „Drink Plenty Water and Walk Slow“ und „Talking Blues“ würde an Charles Mingus’ Beatnik-Jazz & Lyrik-Mashups [etwa A Modern Jazz Symposium of Music and Poetry, 1957] erinnern. Aber David Smyrls raffinierte Reime aus dem Jahr 1974 würden auch nur ein paar kurze Jahre früher in Richtung Hip-Hop weisen, meint Whitehead. Es sei eine Erinnerung an die tiefen Wurzeln des Rap und der afroamerikanischen mündlichen Literatur, auch wenn Rapper es [inzwischen] schneller machen. Doch man könne bereits die Thematik des Hip-Hop in Smyrls großartiger Geschichte „Talking Blues“ heraushören.